# Complesso aeroportuale di Foggia

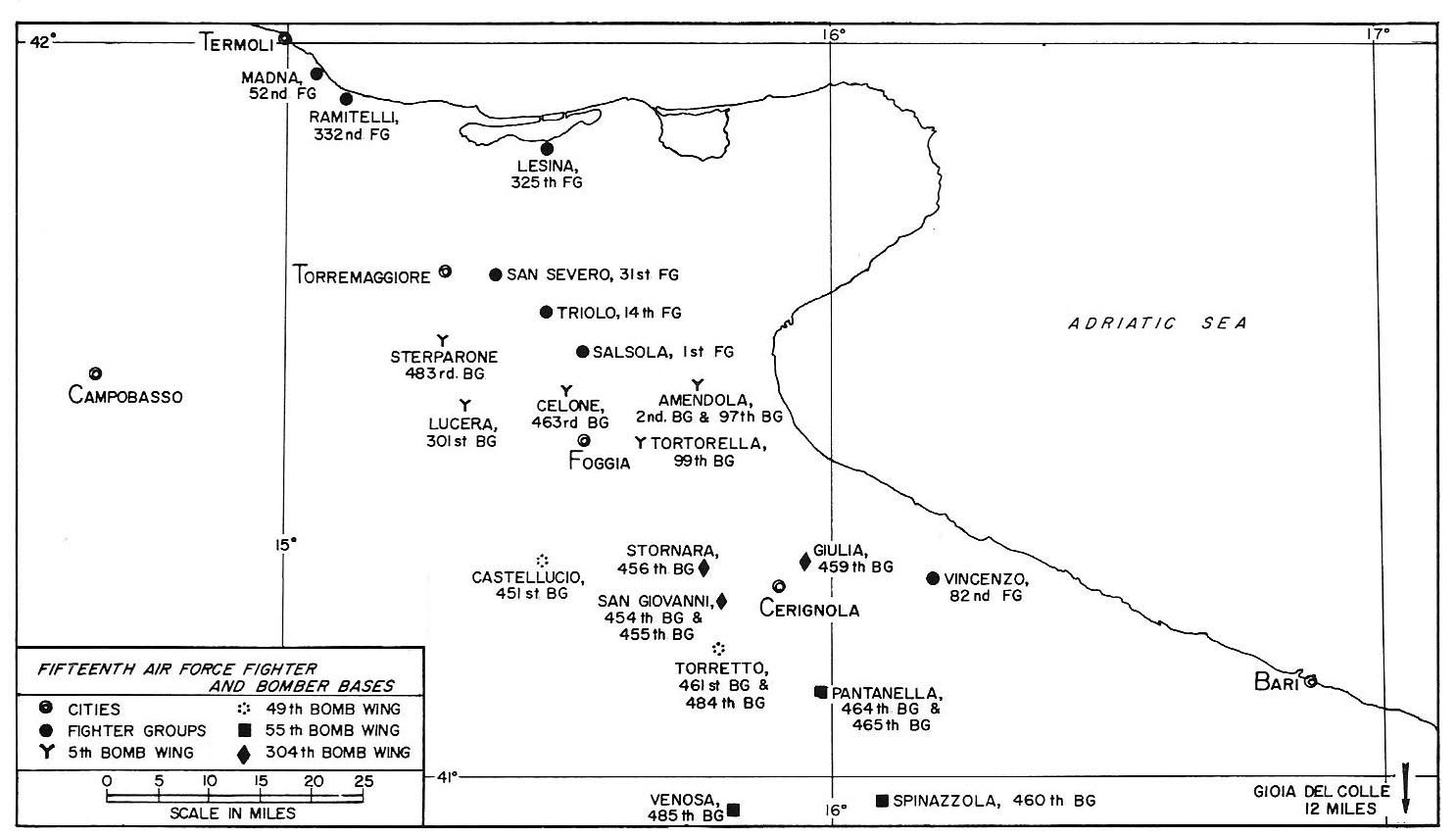

Con complesso aeroportuale di Foggia, nei documenti statunitensi "Foggia Airfield Complex", si intende l'insieme degli aeroporti e delle piste di decollo che vennero allestite nella pianura del Tavoliere delle Puglie prima dalle forze dell'Asse e poi dalle forze d'occupazione degli Alleati durante la seconda guerra mondiale. La zona interessata si estende dal confine meridionale del Molise, vicino all'odierna Campomarino, fino all'odierna provincia di Barletta-Andria-Trani. Il numero totale delle strutture aeroportuali non è mai stato calcolato con precisione, si valuta che siano state all'incirca una trentina.
La zona divenne nel 1943, insieme al controllo del porto di Napoli, uno degli obiettivi degli Alleati durante le prime fasi della Campagna d'Italia; per questo motivo la fase successiva alla conquista della Sicilia venne denominata Campagna Napoli Foggia.

## Gli aeroporti prima della guerra
La zona del Tavoliere era già stata sede di strutture aeroportuali al tempo della prima Guerra Mondiale ma la svolta si ebbe con la guerra in Albania ed in Grecia nel 1940-1941 quando la zona divenne strategicamente importante per i collegamenti con l'altra sponda dell'Adriatico. Quando l'alleato tedesco assunse la direzione delle operazioni nella guerra anche la gestione degli aeroporti nella zona di Foggia fu fortemente condizionata dalle decisioni del Comando Tedesco. Il 1º gennaio 1942 l'aeroporto Gino Lisa, il più importante, passò ufficialmente alla Luftwaffe. 
Le basi della zona vennero anche utilizzate per perfezionare armi sperimentali come le prime bombe radiocomandate fra cui quella che venne chiamata dagli Alleati Fritz X-1 ossia la Ruhrstahl SD 1400, tristemente famosa per gli italiani perché venne utilizzata dopo l'armistizio per affondare la corazzata Roma. Uno dei piloti da caccia tedeschi che militò in questa zona fu il futuro artista di fama mondiale Joseph Beuys la cui personalità artistica risentì moltissino dell'esperienza bellica. Diventato un convinto pacifista ricordò spesso nella sua opera questi luoghi e questo periodo della sua vita realizzando delle opere che avevano un chiaro significato "riparatore".

## Gli aeroporti durante l'occupazione alleata
Gli Alleati trasferirono la 12ª Forza Aerea dopo averla riorganizzata e ridenominata 15ª Forza Aerea in Puglia, gli aeroporti si trovavano in un'ampia zona della pianura attorno a Foggia che interessava anche le zone limitrofe del Molise e della Basilicata. Da uno di questi aeroporti partì il volo di ricognizione che scoprì per primo mediante una foto aerea il campo di concentramento di Auschwitz. Dagli aeroporti partirono circa 2.600 missioni verso obiettivi del nord d'Italia, dell'est e del nord dell'Europa.
"Ho potuto vedere i presagi della fine della guerra nel cielo azzurro del sud quasi ogni giorno, guardando i bombardieri della 15ª Forza Aerea volare provocatoriamente a bassa quota dopo aver attraversato le Alpi dalle loro basi italiane con l'obiettivo di distruggere gli impianti industriali tedeschi". (Albert Speer, uomo politico, architetto, ministro del III Reich)

## Elenco degli aeroporti (in ordine alfabetico)
- Amendola
- Castelluccio dei Sauri
- Celone, su manganofoggia.it. URL consultato il 7 gennaio 2011 (archiviato dall'url originale il 20 aprile 2009).
- Cerignola
- Gino Lisa (denominato Foggia Main)
- Giulia
- Giuliani
- Lesina
- Lucera
- Lupara
- Madna
- Nuova
- Orta Nova
- Palata
- Palmori
- Pantanella
- Ramitelli[2]
- Salsola
- San Giovanni
- San Nicola d'Arpi
- Santa Giusta
- San Severo
- Schifata
- Spinazzola
- Stornara
- Sterparone
- Torre dei Junchi
- Torretta, su gearthhacks.com. URL consultato il 7 gennaio 2011 (archiviato dall'url originale il 3 dicembre 2008).
- Tortorella
- Trinitapoli
- Triolo
- Venosa
- Vincenzo